# スパルタンX
『スパルタンX』（スパルタンエックス、原題：快餐車、英題：Wheels on Meals）は、1984年に公開された香港映画。ジャッキー・チェン、サモ・ハン・キンポー、ユン・ピョウ共演によるサモ・ハン・キンポー監督作品。

## 概要
スペイン・バルセロナを舞台に、三菱・デリカベースのキッチンカー「スパルタン号」による軽食移動販売を営むトーマス（ジャッキー・チェン）とデヴィッド（ユン・ピョウ）のコンビに探偵のモビー（サモ・ハン・キンポー）を加えた三人組が謎の集団に誘拐されたシルヴィア（ローラ・フォルネル）を助けだそうとするコメディ調のカンフーアクション映画である。
ジャッキーと元アメリカンキックボクシング世界王者ベニー・ユキーデの対決シーンが特に有名で、ジャッキー自身が選ぶ「ファイティング・トップ10」においてこのシーンを堂々の1位に挙げている。
他のジャッキー・チェン作品と同様、現在は21世紀フォックス傘下のスターTV→フォーチュンスターメディアに著作権が移動している。

## あらすじ
スペインのバルセロナ。パン屋の2階に下宿する、カンフーの達人トーマス（ジャッキー・チェン）といとこのデヴィッド（ユン・ピョウ）は、街の公園広場でキッチンカー「スパルタン号」による移動ファーストフード店を営んでいた。そんな2人のもとにある日、怪しい男たちに追われる謎の美女シルヴィア（ローラ・フォルネル）が助けを求めて逃げ込んでくる。友人のヘボ探偵モビー（サモ・ハン・キンポー）の手を借り、実はシルヴィアが伯爵の娘で、彼女の遺産を狙う伯爵の弟モンデール（ペペ・サンチョ）が一味の黒幕だと知ったトーマスたち。だが度重なる激しい襲撃に、ついにシルヴィアがさらわれてしまう。3人は彼女を助けるため、最強の戦闘集団と壮絶な肉弾戦を繰り広げる。
それぞれ邸宅に乗り込むもデヴィッドは囚われの身となり椅子に縛り付けられて晩餐会に引き出された。トーマスはデヴィッドを救出するが、そこへモンデールの最強の刺客達が立ち塞がる。トーマスはアメリカン・ギャング（ベニー・ユキーデ）と対決。激闘の末に渾身の飛び膝蹴りで窓から転落寸前に追い込むが降参を条件に命は助けてやった。デヴィッドはフレンチ・ギャング（キース・ヴィタリ）と対決。素手の戦いでは圧倒されるがパイナップルで殴り付ける等して抵抗し最後はグラスの飲み物をぶっかけて視界を奪っておいてから陶製ピッチャーで頭部を強打して昏倒させた。モビーは黒幕であるモンデール伯爵と対決。フェンシングでの戦いになるが、ただでさえモビーが優勢だった所にトーマスとデヴィッドまでレイピアを手に加勢して三位一体の攻撃で追い詰めて降参させ、モビーの決め台詞が3人の戦いを締め括った。そして、トーマス、デヴィッド、モビー、シルビアに平和な日々が戻ってきたのだった。

## キャスト
| 役名                 | 俳優                       | フジテレビ版 | BD&DVD版   |
| -------------------- | -------------------------- | ------------ | ---------- |
| トーマス             | ジャッキー・チェン         | 石丸博也     | 石丸博也   |
| デヴィッド           | ユン・ピョウ               | 古谷徹       | 古谷徹     |
| モビー               | サモ・ハン・キンポー       | 水島裕       | 水島裕     |
| シルヴィア           | ローラ・フォルネル         | 土井美加     | 園崎未恵   |
| デヴィッドの父       | ポール・チャン             | 原田一夫     | 牛山茂     |
| モンデール伯爵       | ペペ・サンチョ             | 納谷六朗     | 大塚芳忠   |
| 伯爵家の執事         | Miguel Palenzuela          | 大木民夫     | 野島昭生   |
| アメリカン・ギャング | ベニー・ユキーデ           | 大滝進矢     | 小山力也   |
| フレンチ・ギャング   | キース・ヴィタリ           | 田原アルノ   |            |
| マット               | ハーブ・エデルマン         | 嶋俊介       | 岡哲也     |
| ディノ               | ジョセフ・ルイス・フォノル | 小島敏彦     | 岩崎ひろし |
| 患者                 | リチャード・ン             |              | 斎藤志郎   |
| 患者                 | ジョン・シャム             |              | 岡哲也     |

- フジテレビ版 - 初放送1987年1月10日『ゴールデン洋画劇場』（エクストリーム・エディション版BD収録）演出：壺井正、翻訳：額田やえ子、調整：飯塚秀保、効果：スリーサウンド、制作：グロービジョン、解説：高島忠夫
- BD&DVD版 - 日本語吹替収録版 演出：市来満

## スタッフ
- 監督：サモ・ハン・キンポー
- 脚本：エドワード・タン、ジョニー・リー
- 製作：レナード・ホー
- 製作総指揮：レイモンド・チョウ
- 武術指導：マース、ベニー・ライ、チン・カーロック、ダニー・チョウ、カー・リー
- 製作会社：ゴールデン・ハーベスト、嘉峰電影

## 制作[4]

### プロダクション
この映画の予算は350万香港ドルで香港のプロダクションとしてはかなりの額だった。そのためサモ・ハンはこの映画を海外で撮影し通常とは異なるものにしようと考えた。
サモ・ハンがヨーロッパで映画を撮りたいとスペインの配給会社「Lauren Films」にコンタクトをとり、撮影費用の安さ、撮影許可の下りやすさから、カタルーニャでの撮影とローレンによる共同製作となった。

### バイクスタント、カーアクション
広場でのバイクのアクションシーンでは、香港からブラッキー・コーが連れてこられた。ブラッキーは誰に対しても高慢な態度で、スペインの撮影クルーとの関係がよくなかった。
車のシーンでは有名なレーシングドライバーアラン・プティが起用され危険なシーンはすべて三菱のターボで撮影された。時速140kmで橋を20m以上飛び越え箱でいっぱいのトラックに着地する、このシーンはカステルデフェルスの高速道路で撮影された。
ジャッキーは、アラン・プティの技術にとても興味を持っていた。スポーツカーとスピードマニアで可能な限り身体的危険を伴わない操縦や追跡シーンは、アランの助言を受けながらジャッキーが行った。
撮影が続けられるように三菱は技術者チームを派遣して壊れた車を修理し正常な状態に戻した。これは非常に短期間で行われ修理を行うために部品を満載したトラックを用意していたという。
三菱は3人に三菱のスポーツモデルを個人サービスとして提供した。さらに、トラックの中には専用食堂があり香港側食事班が準備を担当していた。彼らが出す料理はスペインの中華料理店とはまったく違うもので香港から毎日飛行機で送られてくるものだった。

### キース・ヴィタリ
ある日、キース・ヴィタリは彼らとの食事中に香港スタッフ側があまりにも騒がしいので「食事中は口を閉じてくれ、気が狂いそうだ！！」と注意。ジャッキーは彼を脇に連れて行き、香港では本当においしいものができるとコックを褒めるために騒ぐのだと説明した。
香港側スタッフとスペイン側スタッフ、格闘家などとの確執、ジャッキーはいつもジョークを言ってその場の空気を和ませていたという。
サモ・ハンは、冷淡にすべてを観察していた。何に対しても誰に対しても非常に厳しく、容赦のない完璧主義者で映画をよりよく仕上げるためならどんなことでもした。アクションシーンでは彼はすべてに気を配りどんな細部も見逃さずどんなショットも逃さないためにいくつものカメラを角度を変えて配置した。一方、彼の“兄弟”たちはいつも冗談を言って笑っていた。しかし、ユン・ピョウはキース・ヴィタリとは一定の距離を置いていた。
キース・ヴィタリとの格闘シーンにおいて６テイク目の蹴りがジャッキーの喉に当たり、苦しみもがいてた。これでクビになるかと思ったがクビにはならなかった。それが映画に本編に登場するショット。

### ベニー・ユキーデ
香港側と格闘家側のライバル意識は渦巻いており次第に悪化していった。ベニー・ユキーデ曰く「ある朝ジャッキーが通訳を連れてやってきて、僕と本気で戦いたいと言ってきたんだ。私は生活のために戦っていること、リングに上がったとしても自分のパンチをどれだけコントロールできるかわからないことを説明した。ジャッキーの返事は「まあ、問題ないよ」だった。スタッフ全員ジャッキーが本気だと思い巨額の賭けが行われるまでになった。
最後のファイトシーンの撮影中、ベニー・ユキーデは何度かパンチが鼻にかすり、ジャッキーは鼻血を出した。ジャッキーは撮影を続けこのショットを生かすように言った。
ジャッキーとユキーデのラストの格闘シーンは本人ら2人で考案したものだという。サモは細かな演技指導程度だったという。

### 警察沙汰
ジャッキー、サモら撮影クルーは、バルセロナのアラゴン通りにある有名レストランでの飲食後に5人乗りの車の連中に絡まれジャッキーは激怒、喧嘩に発展し結果、5人組をボコボコにし警察沙汰となる。ジャッキーとサモはエンリケ・グラナドス通りの警察署で一晩中事情聴取、最終的には示談となり、相手には小切手で支払った説がある。

### 撮影
ジャッキーは当初、バルセロナのコルツ・カタラネス通り668番地にあるホテル・リッツに滞在したが撮影が始まって数週間後、彼はアラゴン通り569番地にアパートを借りた。
ユン・ピョウ、ジャッキー・チェン、ローラ・フォルネルが登場するスケートボードのシーンや、その他のスタントの一部は、バルセロナの有名なシウタデラ公園（城塞公園）で撮影された。ここで記者たちがジャッキーと何度も写真撮影を行った。
ローラ・フォルネルが路地を追いかけるシーンを撮影中、息子連れの親子がみていた。その小さな男の子がジャッキーのファンで一緒に写真を撮りたがっていたものの、なかなか一緒に写真を撮ることができなかった。ようやくジャッキーが気づき撮影を一旦中断、少年と母親と一緒に写真を撮ることができた。母親の目は涙で霞んでいた。
当初の脚本ではベニー・ユキーデとサモが対決し、ユキーデに圧倒されたところにジャッキーが割って入る段取りだったがこのシーンは撮影されなかった。
この映画に参加したスペイン人エキストラによると、ジャッキーとユキーデのさまざまなテイクと多くのコンビネーションやバリエーションが撮影されたという。サモ・ハンはすべてを注意深く観察しカメラやジャッキーに具体的に指示を出したという。採用されなかったアクションシーンがたくさんあったらしい。

## 日本公開版
東宝東和が配給した日本公開版は、英語音声にキース・モリソン（木森敏之）の日本オリジナル曲、及び主題歌「SPARTAN X」を編入し、エンドタイトルロールにもNGシーンが流れる独自仕様で公開された。このバージョンは初ビデオ化となった東和ビデオ・LD版にも使用されていたが、東和の権利が消滅した後、ポニーキャニオン再発売ビデオ版（及びTV放送版）から以後発売されたソフトは、主に広東語オリジナル音源の香港版が収録されるようになっていた。
その後、2012年にパラマウントから発売されたブルーレイソフトに、日本公開版と同じ英語音声（スパイク版と同じ）と、その英語音声を元にした新録版の日本語吹き替えを収録。更に、映像特典としてEDにNGシーンが流れる日本公開版を復刻収録（東和LDからダビング収録）され、「SPARTAN X」の流れるバージョンが再び日本の正規ソフトとして発売されるに至った。
2014年には日本公開時フィルムより全編HDテレシネの“日本公開版本編”が収録されたエクストリーム・エディションが発売された。2012年版ではあくまで特典扱いだったためか復刻といいながらタイトル及びEDのみの差し替えだった日本公開版が本当の公開時のままの状態でHD収録されている。
- SPARTAN X（作詞：Larry Johnston 作曲：キース・モリソン 歌唱：南田伝）

日本版主題歌はプロレスラーの三沢光晴の入場テーマ曲として知られていた。全日本プロレス所属時代から20年近く使用し、全日本時代は原曲のまま使用していたが、2000年8月のプロレスリング・ノア旗揚げ時から2009年2月までは前奏にピアノの旋律を加えてアレンジしたものを使用し、2009年3月には新たなバージョンを使用していた。また、1980年代中盤には上田馬之助の入場テーマ曲としても使用されていた。プロ野球・読売ジャイアンツではチャンステーマとして使用されており、高校野球においてもヒッティングマーチに採用する高校も存在する。

## 作品解説
- 撮影はスペインのバルセロナを中心に、ヨーロッパでのオールロケで行われ、半年の期間を要した。しかし2ヶ月間滞在してから撮影を開始したため、実質の撮影期間は4ヶ月間だった。主演のジャッキー・チェンはバルセロナに5ヶ月間滞在した[5]。
- ユン・ピョウは本作で初めてスケートボードに乗ることになり、撮影の合間に日本人コーチから指導を受けた。
- ペペ・サンチョ扮する伯爵のフェンシング対決ではユン・ピョウがスタントを務めた。
- カーチェイスシーンは「007」シリーズにも出演したカースタント専門のドライバーをヨーロッパ中から召集した。
- 当初、本作の英語のタイトルは「Meals On Wheels」だったが、配給ゴールデン・ハーベストの『Megaforce（メガフォース）』と『Menage A Trios』が失敗に終わったばかりで、両作どちらもタイトルが「M」で始まっていたため、縁起を担いで"Meals"と"Wheels"を逆にして「Wheels On Meals」とした。
- 当時のジャッキーは1980年頃から愛用しているアディダスのマジックテープ式スニーカーを履くことが多かった。この靴を含む数足を、このときも香港から持ちこんでいる。本作の撮影中、ジャッキーは20足前後の靴に囲まれて生活していたのだった[6]。
- 本作はジャッキー・チェンの作品舞台が香港を離れた海外進出第一弾の作品でもある[7]。
- 1985年の香港映画賞（Hong Kong Film Award）にて「優秀アクション振付賞」にノミネートされた[8]。

## ビデオゲーム版
- アーケードゲーム
  - 1984年に稼働開始した、アイレムの横スクロールアクションゲーム。1985年6月21日にファミリーコンピュータ版が発売。

- PCゲーム
  - 『ジャッキー・チェンのスパルタンX』というタイトルで、PONYCAレーベルより発売。PC-8801/8801mkII版、MSX版などが発売された。